# Kanał Dobrzycki
Kanał Dobrzycki (niem. Weisdorf Kanal) – kanał wodny, łączący jezioro Jeziorak z jeziorem Ewingi, wykopany za zgodą krzyżackiego komtura z Dzierzgonia, na wniosek mieszkańców Zalewa, w latach 1331–1334, prawdopodobnie przez pruskich jeńców.
Położenie: Pojezierze Iławskie; długość ok. 2600 m w całości na terenie gminy Zalewo.
Kanał Dobrzycki jest atrakcyjny turystycznie, wchodzi w skład zespołu wodnego Kanału Elbląskiego. Z Kanału Dobrzyckiego do Kanału Elbląskiego należy płynąć przez odgałęzienie zwane Kanałem Iławskim, który wychodzi z jeziora Jeziorak w kierunku wschodnim. Kanał Dobrzycki nie jest szeroki i robi wrażenie nie uregulowanego, ale jest bez przeszkód drożny dla jednostek turystycznych. Nad kanałem, we wsi Dobrzyki, przebiega łukowy most drogowy o prześwicie 5,15 m.
Jest uważany za najstarszy kanał żeglowny wybudowany na ziemiach polskich. Nazwa kanału została urzędowo ustalona w 2013 roku.
W latach 2020–2021 przeprowadzono prace przy pogłębieniu kanału i umocnieniu jego brzegów.